# Príkra
Príkra (bis 1927 slowakisch „Prikré“; ungarisch Meredély – bis 1902 Prikra) ist eine Gemeinde in der Nordostslowakei. Sie liegt sehr abgelegen an der Grenze zu Polen im Bergland Laborecká vrchovina südlich des Duklapasses, etwa 18 km von Svidník entfernt und ist mit derzeit 12 Einwohnern (2021) die kleinste Gemeinde des Landes.

## Geschichte
Der Ort wurde 1618 erstmals schriftlich als Prika erwähnt und entstand aus einer Walachensiedlung. Die griechisch-katholische Holzkirche des Heiligen Erzengel Michael von 1777 liegt im Ort und ist ein Nationales Kulturdenkmal. Noch 1910 hatte der Ort 107 vorwiegend ruthenischsprachige Einwohner, danach kam es zu einer starken Abwanderung, so dass der Ort 1998 zwischenzeitlich nur noch 5 Einwohner hatte.
Im Ersten Weltkrieg wurden 1914 alle Männer im Alter von 18 bis 50 Jahren in die österreichisch-ungarische Armee mobilisiert. Konkret waren es 26 Männer, der Jüngste war 18 Jahre alt, der Älteste 45 Jahre alt. 11 Männer kehrten nicht zurück.
Die Frontlinie erstreckte sich direkt durch die Landschaft von Príkra. An manchen Stellen sind noch heute Reste von durchgehenden Schützengräben vorhanden. Ende November 1914 durchbrachen russische Soldaten nach heftigen Kämpfen die Front, die Ungarn mussten sich zurückziehen. Die Bewohner flohen und die aus Holzhäusern bestehende Siedlung wurde vollständig niedergebrannt. Den Winter 1914–1915 überlebten die Gemeindebürger in den umliegenden Dörfern, die nicht niedergebrannt worden waren. Vor dem Ersten Weltkrieg gab es in Príkra 31 Holzhäuser, von denen vier von jüdischen Familien bewohnt wurden, die nach dem Krieg nicht nach Príkra zurückkehrten und nach Österreich und Amerika zogen.
Die Bewohner lebten von traditioneller Landwirtschaft, Fuhrwerken und der Arbeit in den Wäldern. Auch beim zwischen 1957 und 1960 durchgeführten Bau der neuen Straße von Bodružal nach Príkra konnte man Geld verdienen. 1960 wurde der Ort an das Elektrizitätsnetz angeschlossen. Die Menschen sahen die Haupterwerbsquelle nicht mehr in der Bewirtschaftung der Felder, sondern in den Verdiensten in anderen Sektoren beim Wiederaufbau der zerstörten Wirtschaft und dem Aufbau neuer Industriezentren sowohl in der Ostslowakei als auch in der gesamten Tschechoslowakischen Republik. Die Landwirtschaft nahm einen rustikalen Charakter an – Anbau von Kartoffeln, Gemüse, Getreide für Geflügel, eigene Milch; es lohnte sich auch, Bullen für Fleisch zu züchten. Das Land wurde nur in der Nähe des Dorfes kultiviert, die Höfe begannen zu brachen.

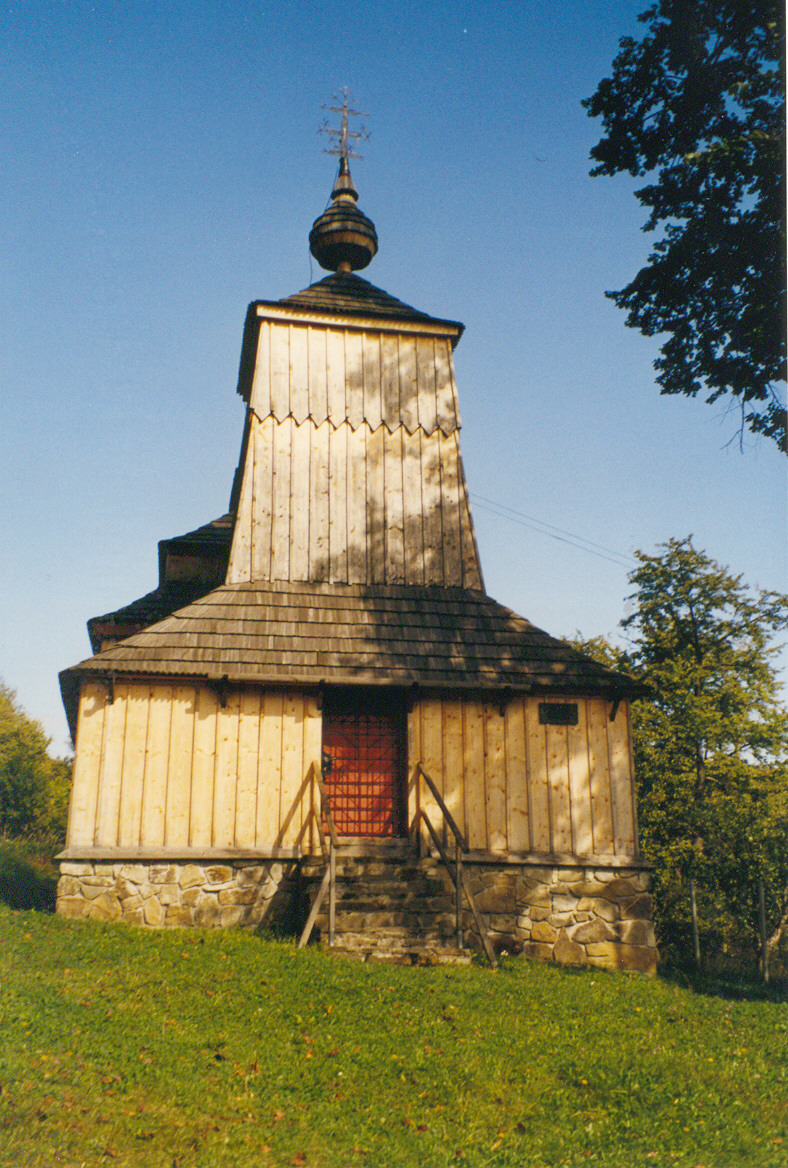
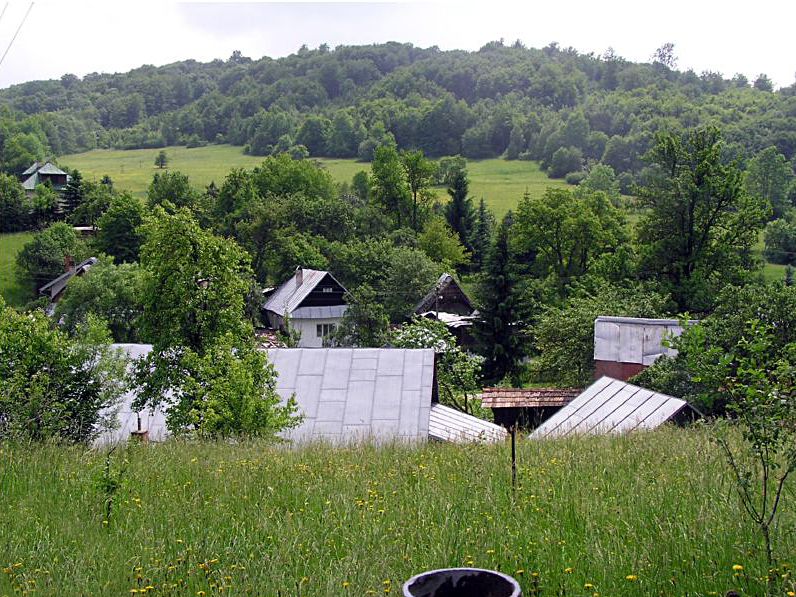

## Bevölkerung
| Jahr                | 1994 | 2004     | 2014     | 2024    |
| ------------------- | ---- | -------- | -------- | ------- |
| Anzahl der Personen | 11   | 9        | 8        | 11      |
| Unterschied         |      | −18,18 % | −11,11 % | +37,5 % |

| Jahr                | 2023 | 2024 |
| ------------------- | ---- | ---- |
| Anzahl der Personen | 11   | 11   |
| Unterschied         |      | +0 % |

## Volkszählung 2021
Laut der Volkszählung 2021 leben in Príkra 12 Einwohner, davon 9 Männer und 3 Frauen. Der Ort weist keine Einwohner mit einer anderen als der slowakischen Staatsangehörigkeit auf.
Im Bezug auf Glaubensgemeinschaften gehören 6 Bürger der slowakisch-orthodoxen Kirche und 3 Bürger der katholischen Kirche an.
Auf dem Gelände von Príkra wurden 25 Gebäude errichtet, davon sind 23 als Ein- oder Zweifamilienhäuser und 1 als Mehrfamilienhaus klassifiziert.